# Nahemah
Nahemah, aussi stylisé NahemaH, est un groupe de black metal symphonique et death metal progressif espagnol, originaire de la région de Alicante. Le groupe se sépare officiellement en 2012.

## Biographie
Nahemah est formé en 1997 dans la région de Alicante. En 1999, le groupe publie indépendamment son premier album, Edens in Communion. En 2001, après avoir signé au label Iberian Moon Records, Nahemah publie un deuxième album, Chrysalis, qui reçoit des critiques élogieuses de la part de la presse spécialisée, et est plus tard réédité par Concreto Records. Nahemah ouvrait également les concerts pour Moonspell et Alastis.
En 2003, Nahemah enregistre un EP intitulé The Last Human, qui ne sera jamais publié. À la suite de cet EP, le groupe fait face à des problèmes de formation. Entre 2003 et 2005, le groupe construit son troisième album, The Second Philosophy. Cet album est annoncé pour 2007 chez Lifeforce Records, un label auquel le groupe signe en août 2006,. Le 13 mars 2009, Nahemah termine le mixage audio et le mastering de son quatrième album, dont le titre est révélé le même jour. Ce nouvel album, A New Constellation, est publié en mi-2009 toujours chez Lifeforce Records. 
Au début de 2012, Nahemah annonce un nouvel album sans en préciser ni la date de sortie, ni le titre. En août 2012, Nahemah annonce officiellement sa séparation.

## Membres

### Derniers membres
- Pablo Egido - chant (?–2012)[2]
- Miguel Palazón - guitare (?–2012)[2]
- Roberto Marco - guitare (?–2012)[2]
- Paco Porcel - basse (?–2012)[2]
- Enrique Perez « Fabique » - batterie (?–2012)[2]

### Anciens membres
- Henry Saiz - basse[2]
- Luis Martinez - batterie[2]
- Jose Carlos Marhuenda - guitare[2]
- Daniel Gil - guitare[2]
- Javier Fernandez - synthétiseur[2]
- Jose Diego - batterie[2]
- Quino Jimenez - batterie[2]

## Discographie
- 1999 : Edens in Communion (EP)
- 2001 : Chrysalis
- 2007 : The Second Philosophy
- 2009 : A New Constellation